# Odenwälder Freilandmuseum
Das Odenwälder Freilandmuseum ist ein Freilichtmuseum in Gottersdorf, einem Stadtteil von Walldürn. Es wird vom Förderverein Odenwälder Freilandmuseum e. V. betrieben und ist jeweils vom 1. April bis Ende Oktober eines Jahres geöffnet.

## Beschreibung
Auf dem Museumsgelände werden siebzehn Gebäude und Kleindenkmale aus den Regionen Odenwald und Bauland aus dem 17. bis 20. Jahrhundert ausgestellt. Die Häuser wurden an den ursprünglichen Standorten abgetragen und auf dem Museumsgelände originalgetreu wieder aufgebaut (Translozierung). Zwischen den Gebäuden wird die historische Umgebung eines Dorfes im Odenwald dargestellt und an verschiedenen Stationen erklärt.

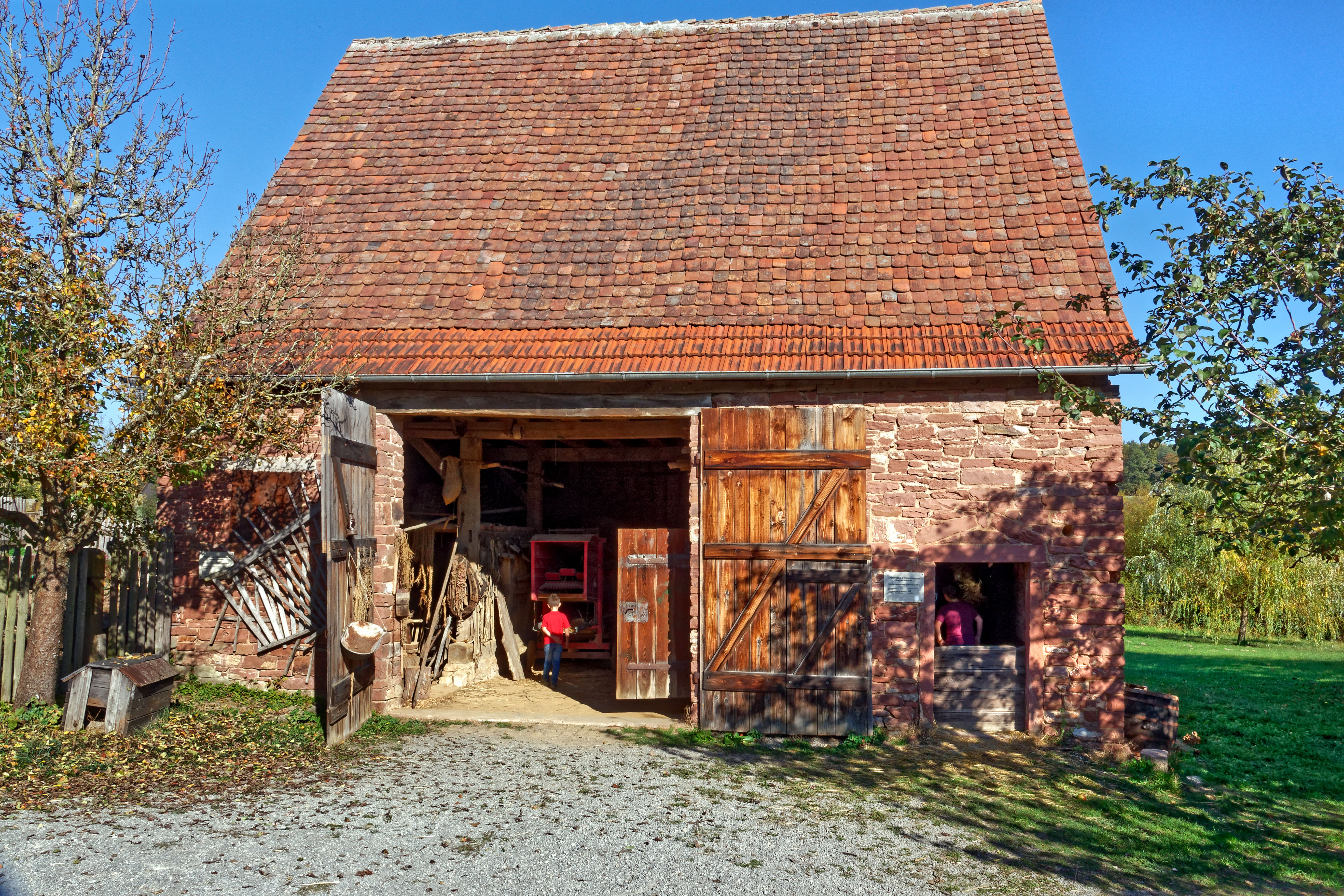
Feldscheune.

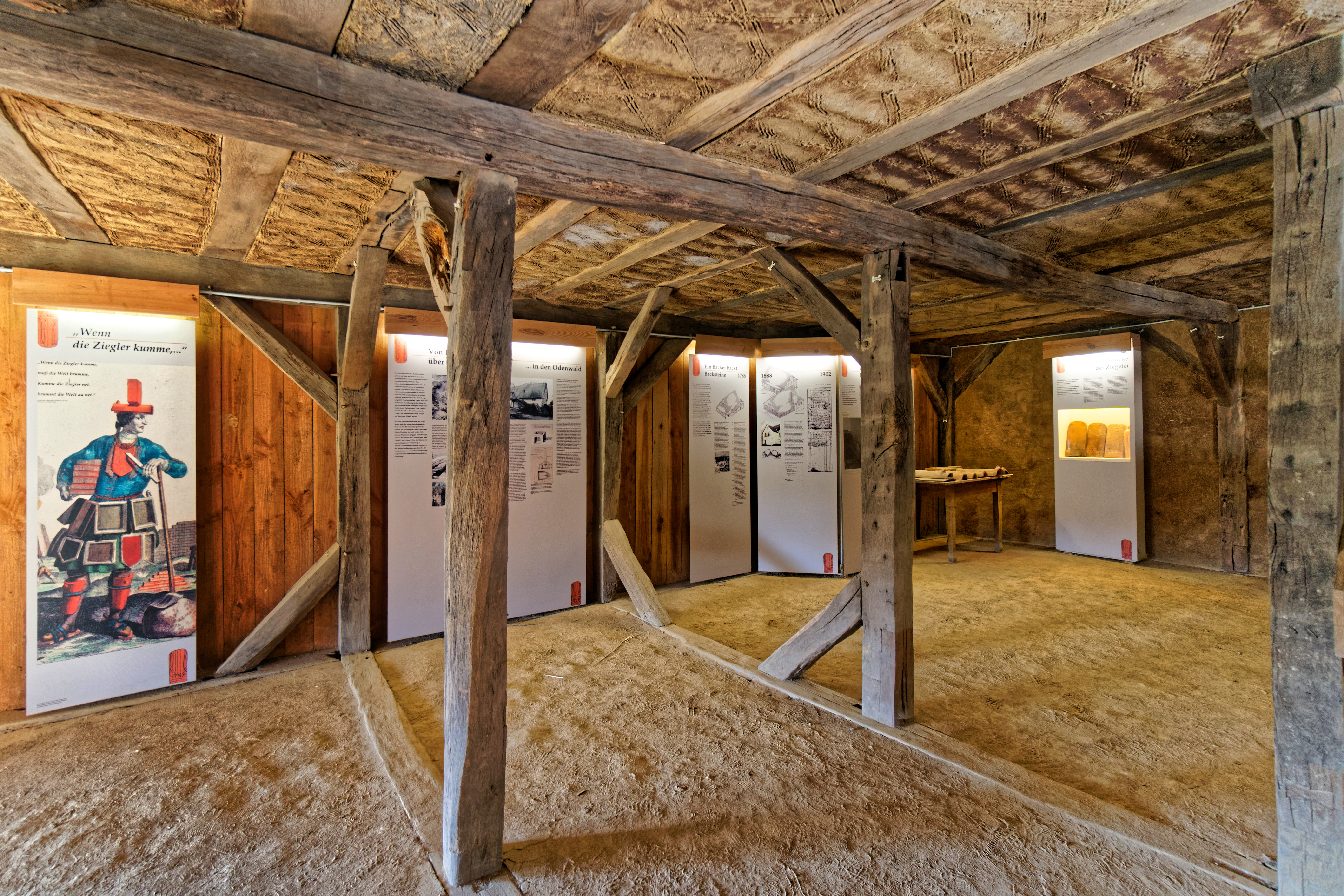
Blick in die Ziegelhütte.

## Gebäudebestand
Das im Jahr 1990 eröffnete Museum umfasst zwei Baugruppen, die aus verschiedenen historischen und ortstypischen Gebäuden bestehen. In einer Bandbreite vom kleinen Tagelöhnerhaus bis zum Großbauernhof mit einer Darre für Grünkern und einer Ziegelhütte sind verschiedenartige Bauwerke vorhanden. Daneben werden historische Gebäudeeinrichtungen, alte Nutztierrassen, Gärten, Felder, Streuobstwiesen, Maschinen und Werkzeuge ausgestellt. Sie geben realistische Einblicke in die schlichte Lebens- und Arbeitswelt im Zeitraum der letzten 300 Jahre im Odenwald und der angrenzenden ländlich geprägten Regionen.

### Baugruppe Odenwald
Die Baugruppe Odenwald besteht aus einem Kleinbauernhof aus Dallau mit einer Dorfschänke, die im Stile der 1920er Jahre ausgestattet ist und das Café und Wirtshaus Zur goldenen Krone beherbergt. Weiter sind eine Viehwaage aus Neunkirchen, ein Schweine- und Hühnerstall aus Bödigheim, ein Schäferhaus aus Gerolzahn, ein Tagelöhnerhaus aus Walldürn, ein Fachwerkwohnhaus mit Postagentur aus Neckarburken, eine Stallscheune aus Neckarburken, ein Armen- und Gemeindehaus aus Reichartshausen, eine Ziegelhütte aus Unterschwarzach, eine Dreschhalle aus Bürgstadt, das sogenannte Haus Bär aus Gottersdorf und das Großbauernhaus Schüssler mit dazugehöriger Stallscheune aus Gottersdorf ausgestellt.

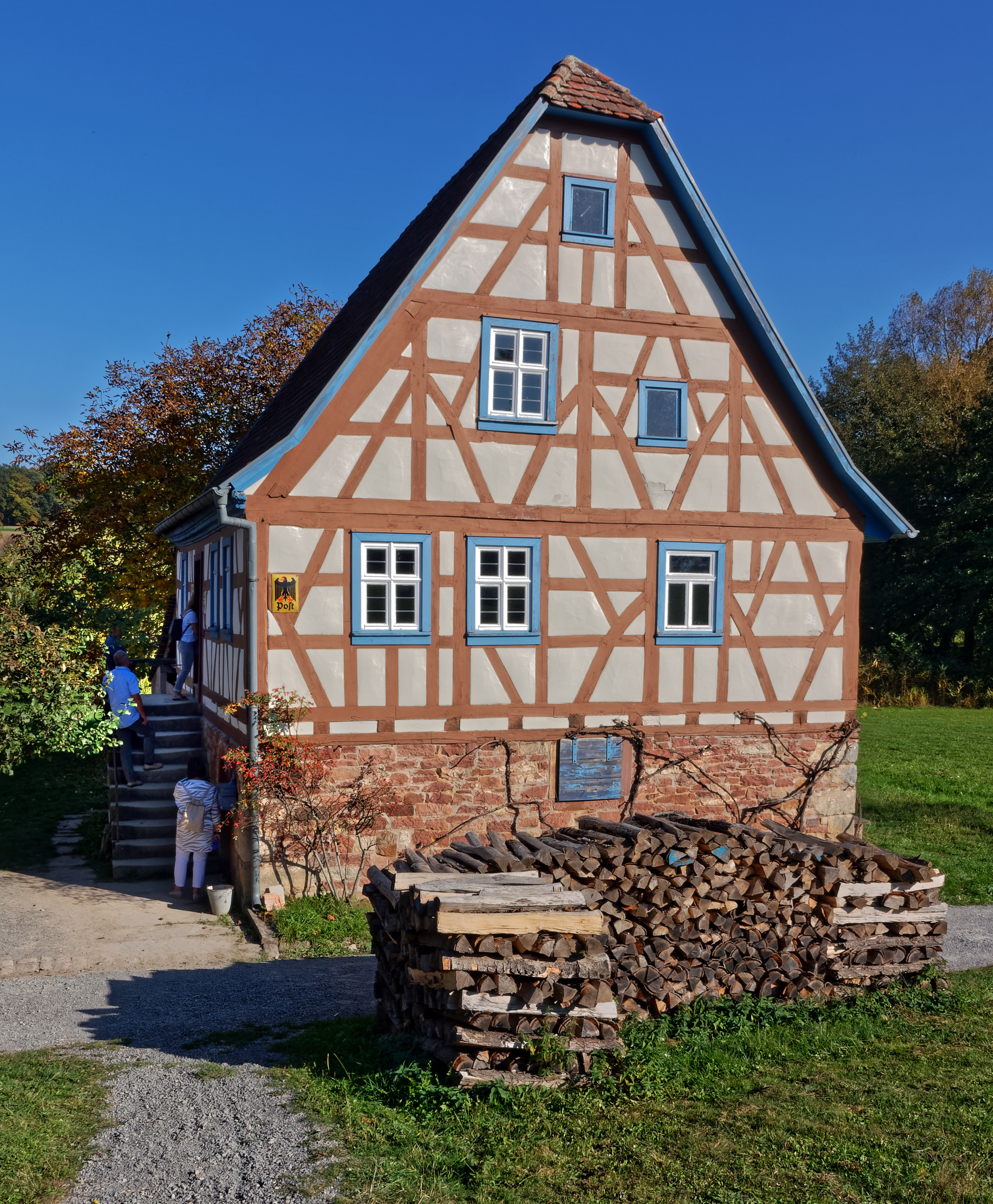
Fachwerkwohnhaus mit Postagentur aus Neckarburken
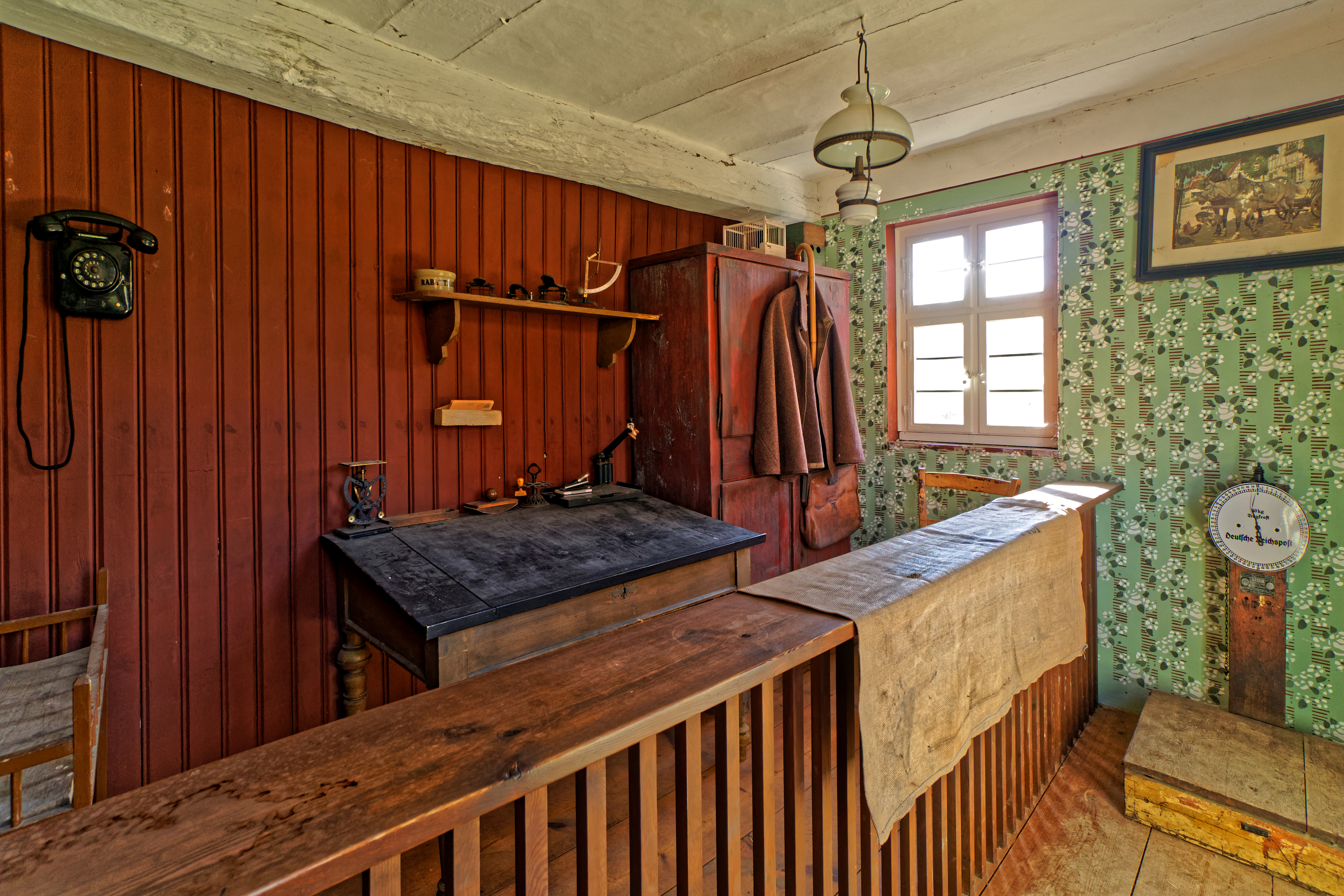
Blick in die Postagentur
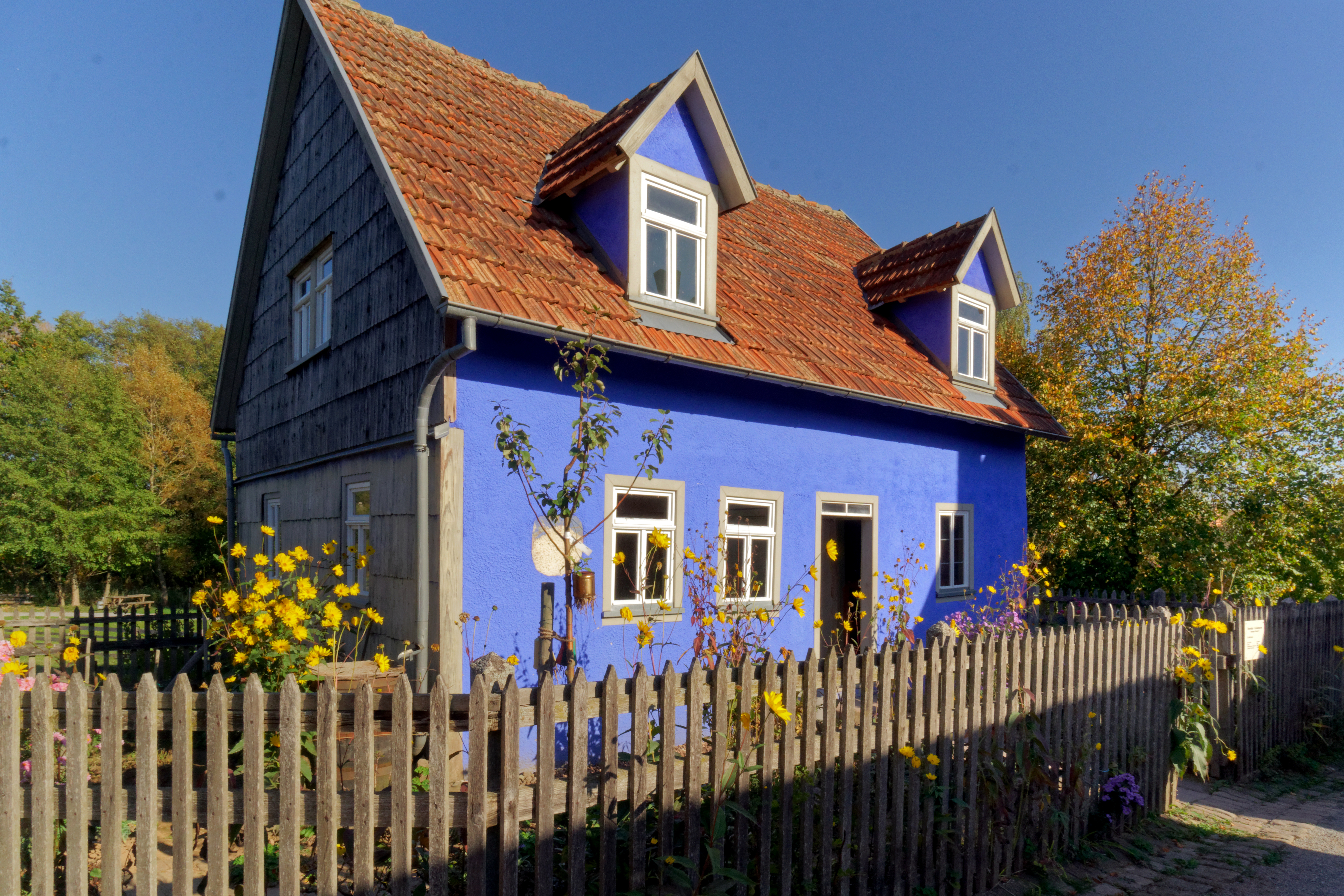
Schäferhaus aus Gerolzahn
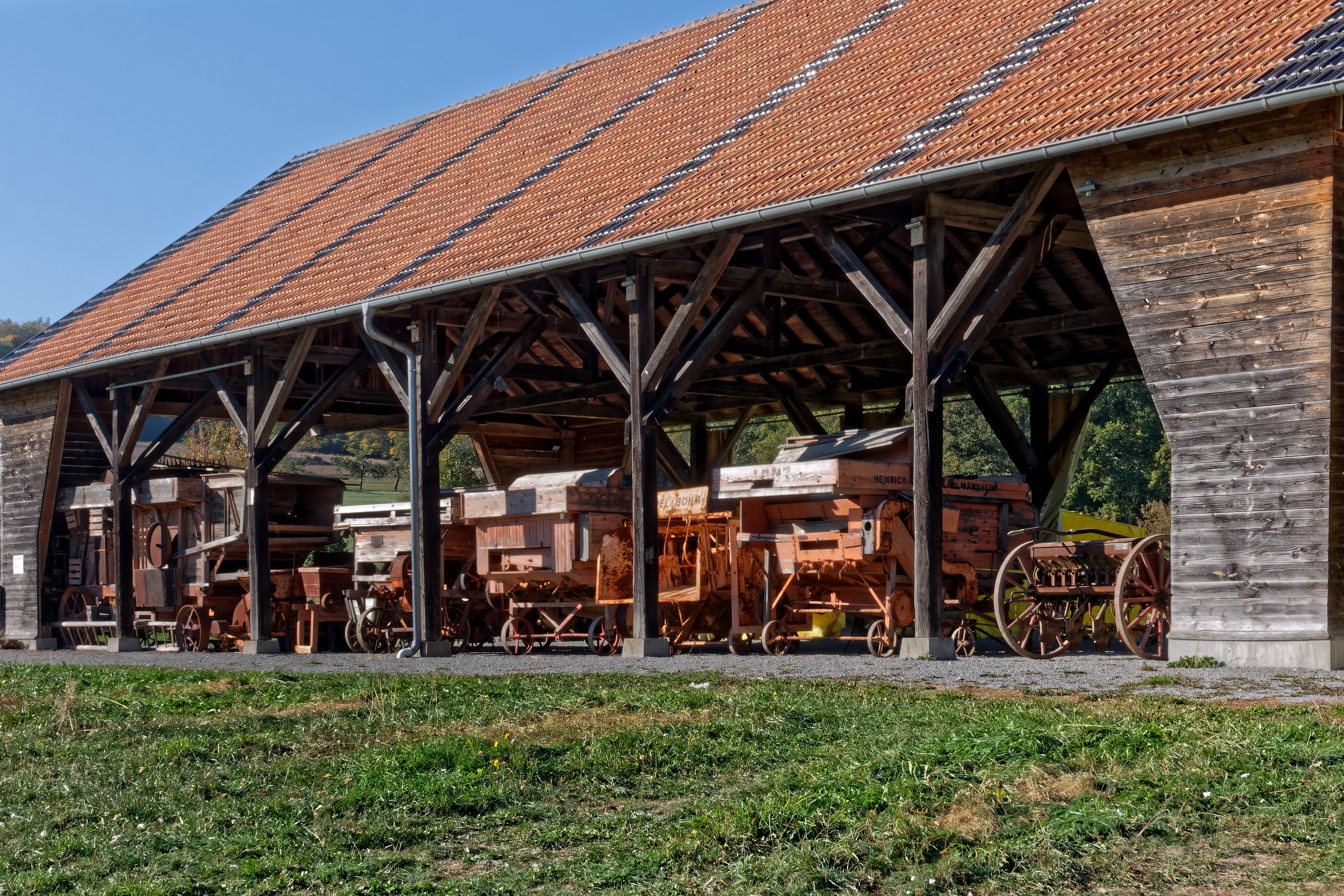
Die Maschinenhalle
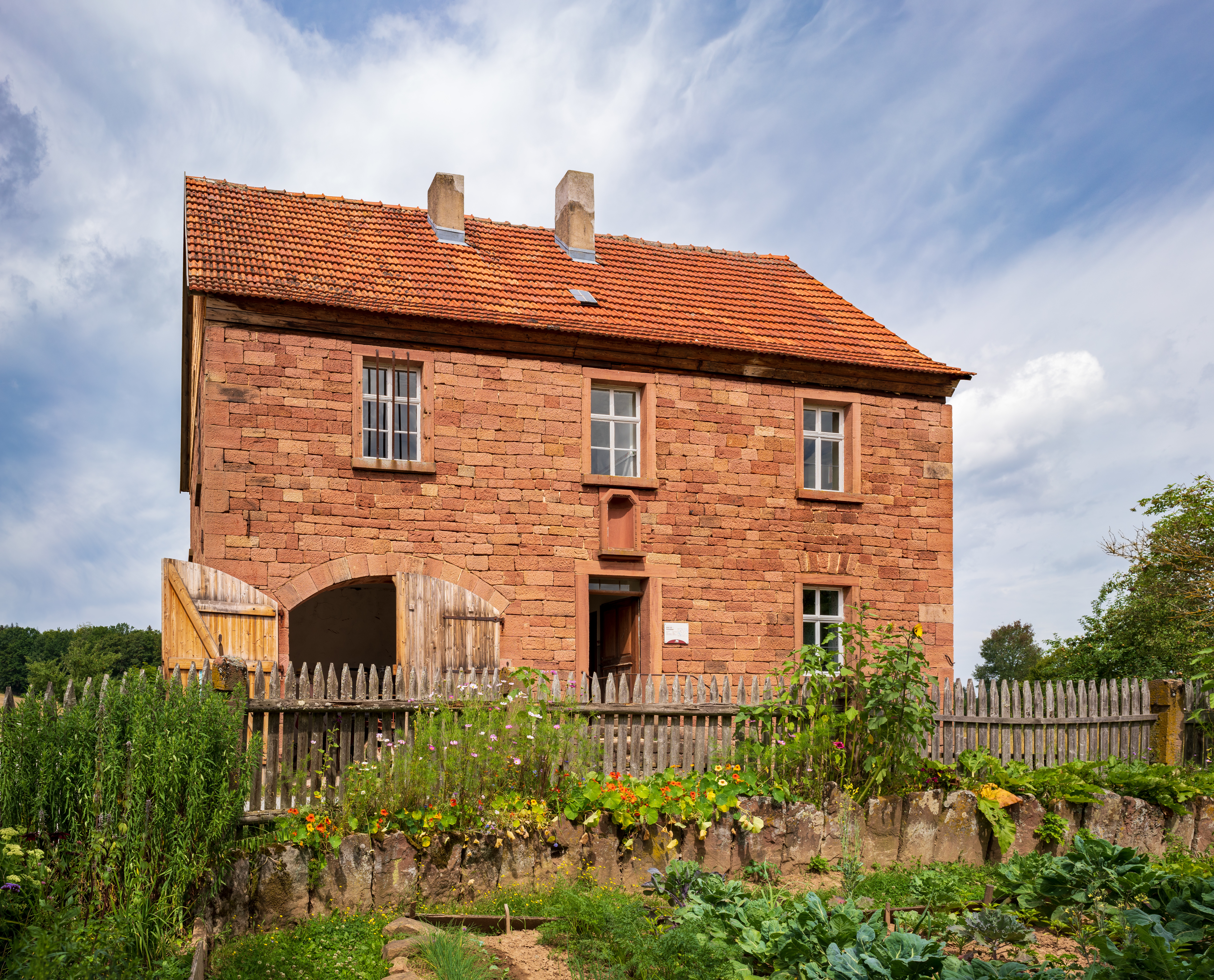
Armen- und Gemeindehaus aus Reichartshausen

### Baugruppe Bauland
Die zweite Baugruppe Bauland besteht aus einer Grünkerndarre aus Altheim, einem Bauernhaus aus Allfeld, einem Bauernhaus aus der ehemaligen Gemeinde Bofsheim, einem Tagelöhnerhaus aus Oberwittstadt, einer Grünkerndarre aus Sindolsheim, einer Feldscheune aus Erfeld und einem Bienenstand aus Seckach.

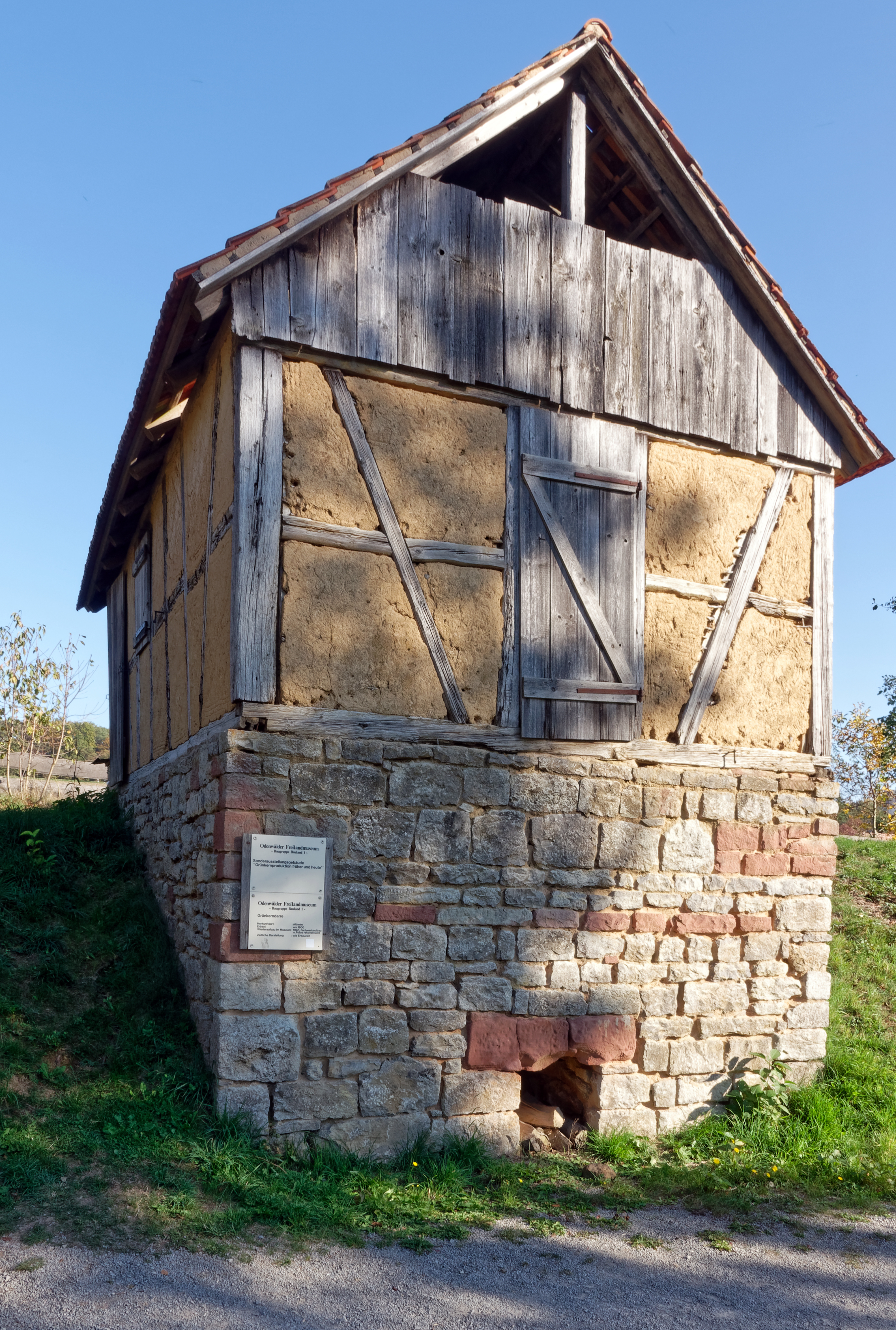
Grünkerndarre Altheim
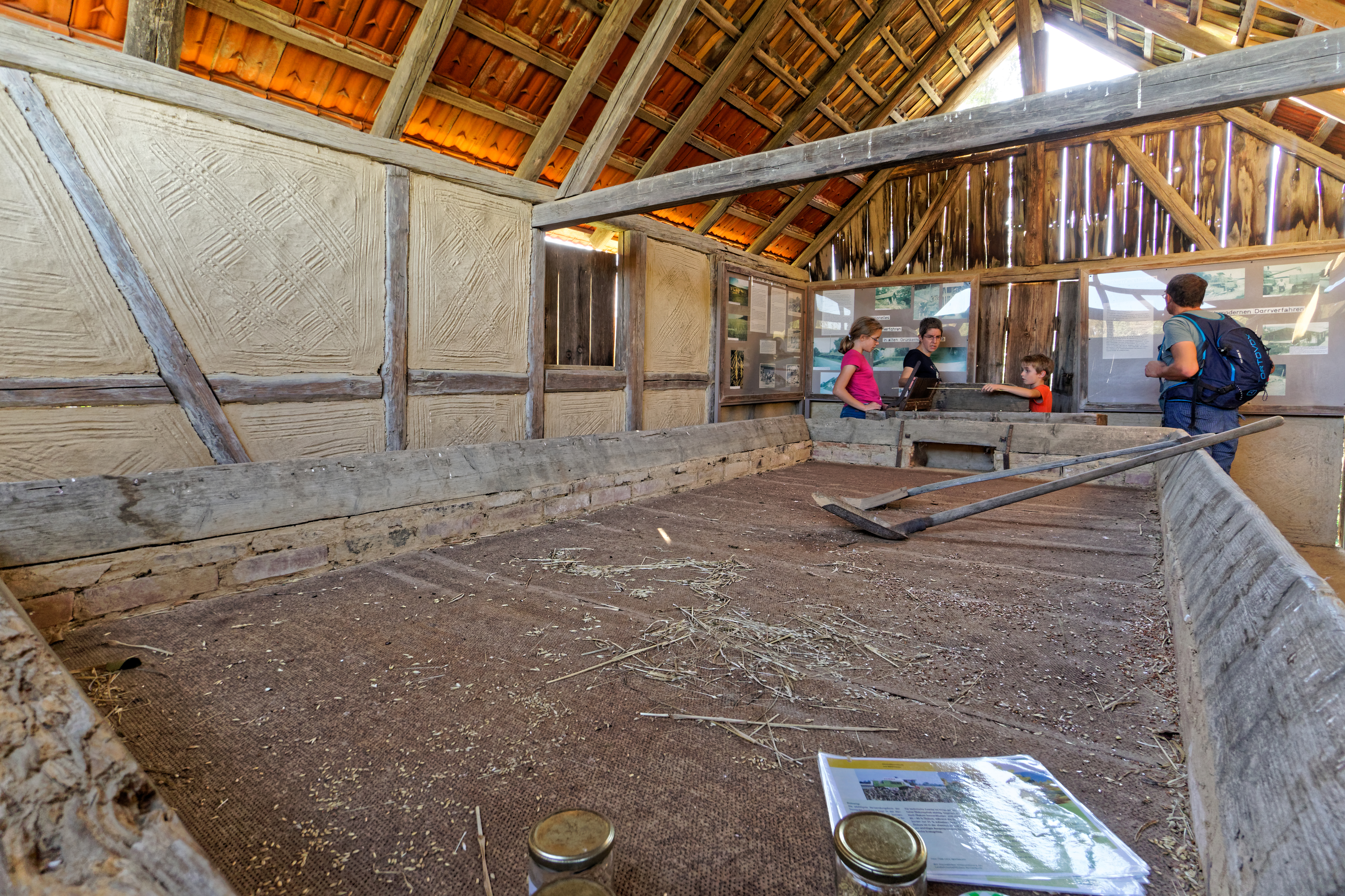
Blick in die Grünkerndarre
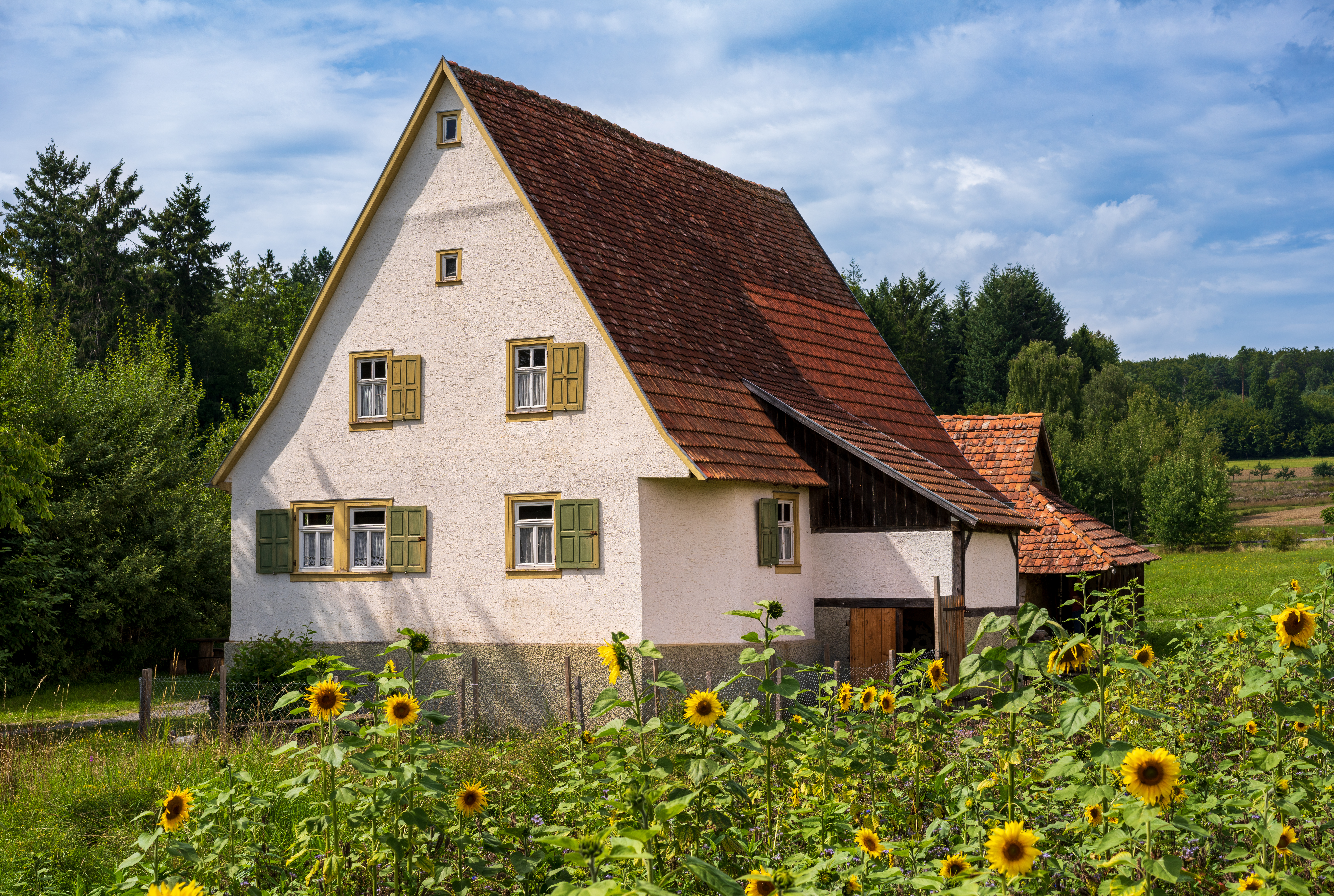
Bauernhaus aus Bofsheim
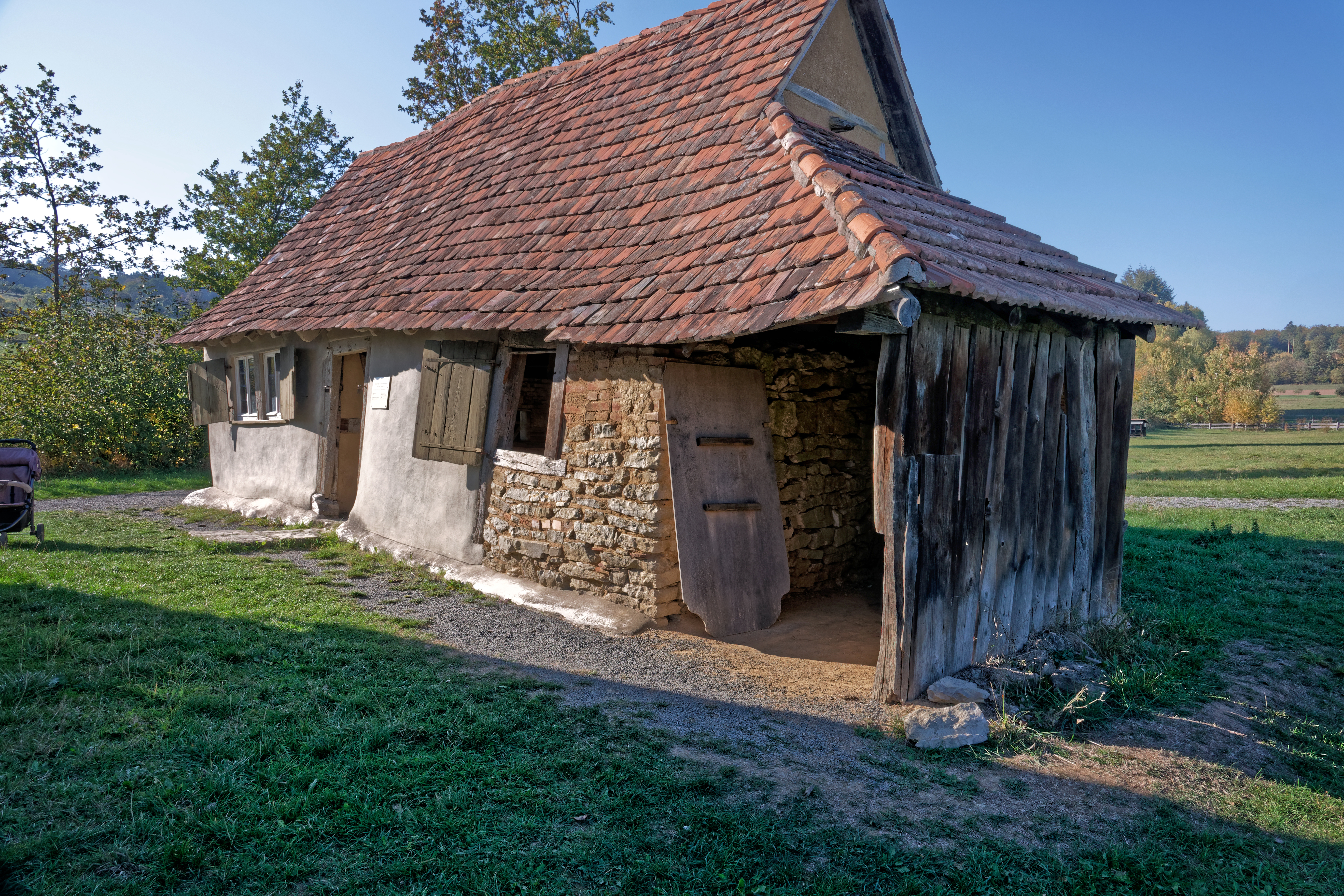
Tagelöhnerhaus aus Oberwittstadt

### Lebenswelt Dorf

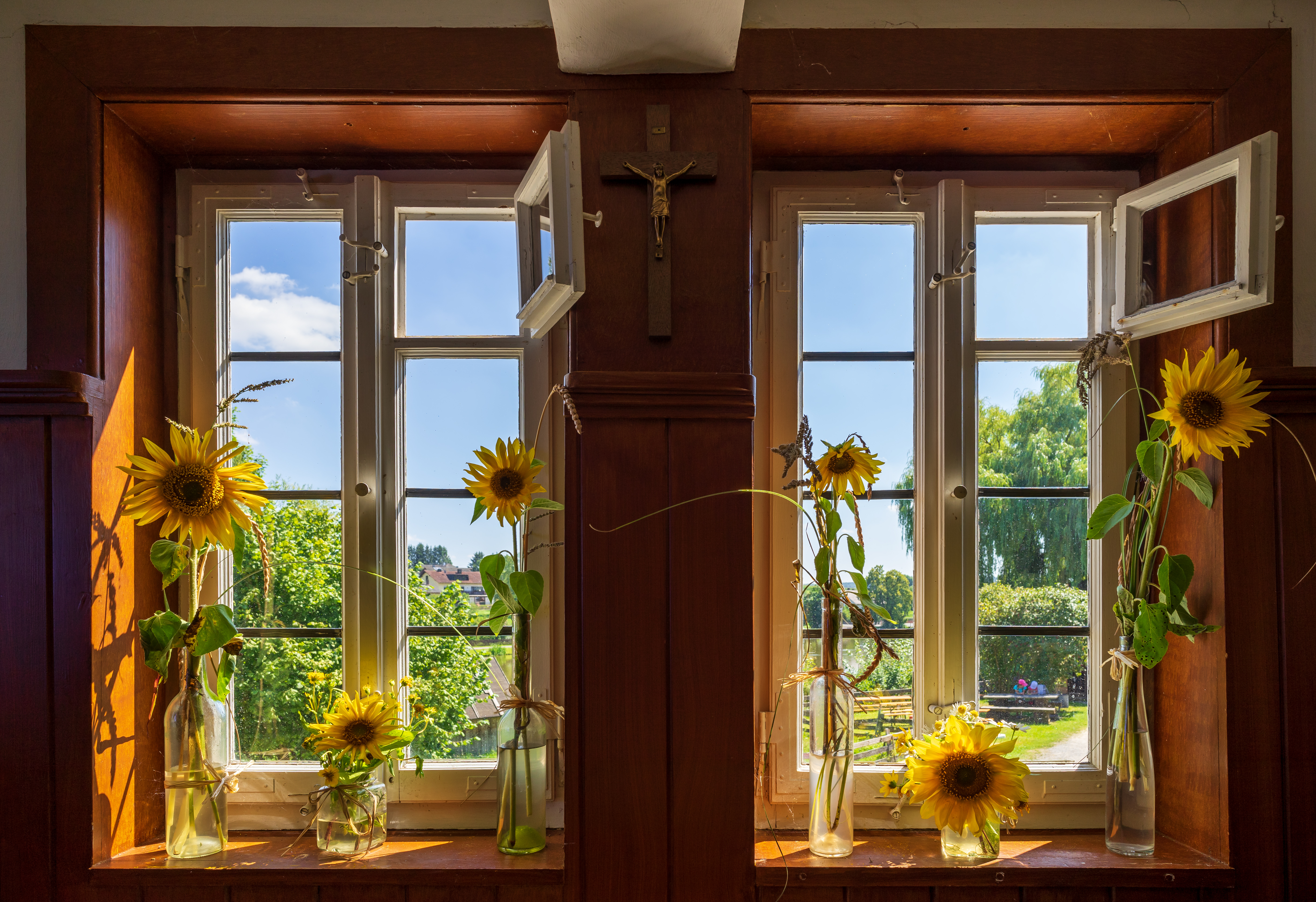
Ehemalige Dorfschänke aus Dallau

Neben den originalen Gebäuden werden auf dem Museumsgelände die historische Umgebung eines Dorfes im Odenwald mit alten Nutztierrassen, die Dreifelderwirtschaft und die für die Versorgung mit frischen Lebensmitteln notwendigen Bauerngärten und Streuobstwiesen auf insgesamt mehr als vier ha Fläche dargestellt bzw. gehalten. Auf dem Gelände grasen Coburger Fuchsschafe mit den arttypischen braunen Köpfen und Beinen sowie dem hellen Fell. Es schnattern Fränkische Landgänse, die eine leicht graue oder blaue Färbung des Federkleides haben und im späten 20. Jahrhundert vom Aussterben bedroht waren.
Daneben werden Honigbienen in einer historischen Klotzbeute und auf modernen Wechselrahmen gehalten. In den Bauerngärten werden historische Sorten wie beispielsweise die „Blaue Wolfegger Bohne“ oder der Gute Heinrich (Blitum bonus-henricus) angebaut. Auf den Streuobstwiesen werden verschiedene alte Apfel- und Birnensorten angebaut, die sich aufgrund ihrer variablen Formen der Früchte und Geschmacksrichtungen nicht für den gewöhnlichen Erwerbsanbau eignen.

## Veranstaltungen
Im Freilandmuseum werden regelmäßig Veranstaltungen, Gruppenführungen und Vorführungen historischer Handwerksberufe angeboten, beispielsweise an Ostern das Ostereiersuchen im Freien, im Sommer das Grünkernfest oder die Spielmannstage Winneweh, im Spätsommer zur Erntezeit ein Kartoffel- und Mostfest sowie jährliche sogenannte Living-History Veranstaltungen zu verschiedenen historischen Themen, ein Oldtimertreffen mit historischen Fahrzeugen und ein 1950er Jahre Treffen.